# 동아비즈니스리뷰
동아비즈니스리뷰(DBR)는 2008년 1월 15일 창간된 경영 전문 매거진으로 경영 뿐만 아니라 마케팅, 전략, 리더십, 인문학 등 경영 관련 분야 지식을 제공하는 매거진이다. 또한, 다양한 학습형 멀티미디어 콘텐츠로 구성된 온라인 경영 지식 정보 서비스를 제공한다.